# Built to suit
No setor imobiliário, built to suit (em inglês, "construído para servir") é um contrato de locação a longo prazo no qual o imóvel é construído para atender os interesses do locatário, já pré-determinado. Deste modo é possível viabilizar projetos de empreendimentos imobiliários que atendam as rígidas normas estabelecidas pelos futuros usuários da construção e os prazos curtos para execução.
Uma outra vantagem deste tipo de contrato é evitar a imobilização do capital da empresa que faz a locação em imóveis. O prazo do contrato é calculado de modo que o lucro obtido com o uso do imóvel cubra os custos do empreendimento.

## No Brasil
É previsto na lei brasileira. Le 8.245/91, com alterações pela lei 12.744/12, onde é chamado de "contrato de construção ajustada" e tem como prazo mínimo, 10 anos de contrato.
Segundo Otavio Luiz Rodrigues Junior, professor da Faculdade de Direito do Largo São Francisco (USP),   a nova legislação acrescentou o artigo 54-A à Lei 8.245/1991, nos termos do qual se pode concluir o seguinte: "a) o built to suit é uma modalidade de locação predial urbana não residencial, caracterizada pela conduta do locador consistente na prévia aquisição, construção ou substancial reforma, por si ou por terceiros, de imóvel especificado pelo chamado “pretendente à locação”; b) o locatário ocupará o imóvel por meio de contrato por prazo determinado, no qual “prevalecerão as condições livremente pactuadas no contrato respectivo e as disposições procedimentais previstas” na Lei do Inquilinato. Quanto à revisão do valor dos alugueres, a lei permite que se convencione a renúncia prévia a esse direito (parágrafo 1o do artigo 54-A). Se o locatário exercer o direito de resilição unilateral do contrato (denúncia antecipada), ele pagará a multa convencionada, cujo limite é a soma dos valores dos aluguéis a receber até o termo final da locação (§ 2 do art. 54-A)".

O Superior Tribunal de Justiça não possui acórdãos sobre essa modalidade contratual, mas já existem decisões monocráticas que optaram por não rever a qualificação jurídica dada pelos tribunais de origem aos negócios envolvendo o built to suit (AREsp 423062, Relator Ministro Luis Felipe Salomão, 11/03/2014).